# Sågdammen, Uppland
Sågdammen är en numera torrlagd damm vid Lövstabruk i Tierps kommun i Uppland och ingår i Forsmarksåns huvudavrinningsområde.